# Edmund Kolanowski
Edmund Kolanowski (ur. 24 października 1947, zm. 28 lipca 1986 w Poznaniu) – polski seryjny morderca, nekrofil, skazany na karę śmierci i stracony. Zaburzenia występujące u niego nie były wcześniej opisywane w literaturze medycznej.

## Życiorys
Miał starszego brata Andrzeja, który zmarł w wieku 2 lat. Z tego powodu matka często zabierała go na cmentarz Miłostowo. W szkole podstawowej powtarzał klasy pierwszą, trzecią i piątą. Z uwagi na jego zachowanie lekarz skierował go do zakładu dla nerwowo i psychicznie chorych. Później Edmund Kolanowski kontynuował naukę w szkole zawodowej, której nie ukończył. Ostatecznie przyuczył się do zawodu elektryka. Był żonaty z Zofią (od 1970), z którą miał dwie córki (urodzone w 1970 i 1972). W 1975 na wniosek żony orzeczono nieważność małżeństwa. Od 1980 żył w konkubinacie z Gabrielą, z którą miał jedną córkę.

## Przestępstwa
Od jedenastego roku życia podglądał w szpitalu sekcje zwłok. W wieku 15 lat zaczął zaczepiać kobiety w centrum Poznania. Sąd dla nieletnich skazał go na pobyt w zakładzie poprawczym, ale wykonanie wyroku zawieszono na okres 2 lat. Podjął próbę samobójczą (wbicie noża w brzuch), ale został odratowany. W 1966 został skazany na karę jednego roku i sześciu miesięcy pozbawienia wolności za pobicie (na wolność wyszedł w listopadzie 1967). Od 1972 zaczął terroryzować (kopanie, bicie, szarpanie za włosy, grożenie i ranienie nożem) kobiety nad jeziorem Rusałka. Funkcjonariusze Milicji Obywatelskiej dokonali jego zatrzymania, a sąd udowodnił mu dokonanie trzech napaści i wymierzył karę 9 lat pozbawienia wolności. Edmund Kolanowski opuścił zakład karny w 1979, po odbyciu 2/3 z zasądzonej kary.
Edmund Kolanowski przyznawał się do popełnienia morderstw:
1. 27 października 1970 – morderstwa i okaleczenia Kazimiery G. (21 lat, zwłok nie znaleziono) w Baborówku, poznanej na dworcu PKP w Poznaniu,
2. 16 marca 1981 – morderstwa kobiety (20 lat) w Warszawie (Wawer),
3. 4 listopada 1982 – morderstwa i okaleczenia zwłok dziewczynki (11 lat[1]) na Naramowicach w Poznaniu.

oraz następujących przestępstw:
- profanacji zwłok zmarłej sąsiadki,
- w 1972 (w wieku 25 lat) – wykopania zwłok i profanacji,
- w lipcu 1980 – okaleczenia zwłok znajdujących się w kaplicy cmentarnej w Nowej Soli,
- 26 lutego 1982 – porwania i okaleczenia zwłok kobiety z kaplicy cmentarnej na Naramowicach w Poznaniu,
- 29 listopada 1982 – wykopania i profanacji zwłok na cmentarzu Miłostowo w Poznaniu,
- 28 stycznia 1983 – wykopania i profanacji zwłok na cmentarzu Miłostowo w Poznaniu.

Okaleczanie zwłok kobiet polegało na wycinaniu piersi i narządów płciowych. Wycięte narządy przyszywał do manekina używanego w celach seksualnych. Po kilku dniach części zwłok palił w piecu.

## Aresztowanie, proces i wykonanie wyroku
7 maja 1983 uciekł z zasadzki zastawionej przez milicjantów na cmentarzu Miłostowo w Poznaniu. Na miejscu planowanego przestępstwa zgubił kawałek papieru z napisem Pollena Łaskarzew. Milicjanci w toku prowadzonych czynności śledczych dotarli do zakładów Ziołolek w Poznaniu i 16 maja 1983 aresztowali Edmunda Kolanowskiego, który pracował tam jako palacz.
Podczas przesłuchań przyznawał się tylko do profanacji zwłok. Porównanie grupy krwi zamordowanej dziewczynki (B Rh−) ze śladami krwi znalezionymi na kurtce należącej do podejrzanego oraz zeznania złożone przez dróżniczkę z przejazdu kolejowo-drogowego na Naramowicach były obciążające. Po czterech miesiącach podejrzany przyznał się do zabicia dziewczynki.
Trafił na obserwację do szpitala psychiatrycznego. Mimo jego zapewnień, że zrozumiał swój błąd („Teraz myślę, że chyba źle zrobiłem”), w szpitalu nazwał się „Zimnym chirurgiem”.
Na podstawie śledztwa prowadzonego przez trzy lata oskarżono go o dokonanie trzech morderstw, pięciu profanacji zwłok oraz o kradzież złotego pierścionka. Podczas procesu sądowego, który rozpoczął się 22 stycznia 1985, odwołał zeznania mówiąc o tym, że były wymuszone. Biegli lekarze orzekli, że nie był chory psychicznie w momencie popełniania przestępstw.
Sąd Wojewódzki w Poznaniu uznał winę Edmunda Kolanowskiego i 4 czerwca 1985 skazał go na karę śmierci. Obrońca Edmunda Kolanowskiego złożył apelację i wniosek o rewizję wyroku. Sąd Najwyższy podtrzymał wyrok wydany przez sąd niższej instancji. Wyrok przez powieszenie wykonano 28 lipca 1986 w Areszcie Śledczym mieszczącym się przy ul. Młyńskiej w Poznaniu. Była to ostatnia wykonana egzekucja w Poznaniu. 1 sierpnia 1986 został pochowany na cmentarzu Miłostowo.

## Publikacje o Kolanowskim
- 2014: reportaż w postaci książkowej pt. Martwe ciała, poświęcony Kolanowskiemu, autorstwa Waldemara Ciszaka i Michała Larka[5], wznowiony w 2019 w rozszerzonej wersji[6].
- 2020: powieść Michała Larka Chirurg inspirowana postacią Kolanowskiego i jego czynami, ale wykorzystująca fikcyjne postaci[7].
- 2020: powieść Maksa Czornyja Zimny chirurg, opowiadająca historię Kolanowskiego w formie pierwszoosobowego wyznania[8].
- 2021: audioserial poświęcony Kolanowskiemu, autorstwa Marcina Myszki i Michała Larka[9].
- 2021: książka true crime Nekrofil. Edmund Kolanowski - Zimny Chirurg autorstwa Andrzeja Gawlińskiego (pierwsza kompleksowa analiza kryminalistyczna sprawy)[10].